# Gerry McAvoy
John Gerrard "Gerry" McAvoy (né le 19 décembre 1951 à Belfast, dans le comté d'Antrim, en Irlande du Nord) est un bassiste nord-irlandais de blues rock. Il a joué avec le guitariste de blues rock Rory Gallagher de 1970 à 1991, puis au sein de Nine Below Zero jusqu'en 2011. Il a ensuite formé le trio Band Of Friends aux côtés de Ted McKenna et Marcel Scherpenzeel. 

## Biographie
McAvoy est né le 19 décembre 1951 à Belfast, en Irlande du Nord. Dans sa jeunesse, il aime écouter les artistes préférés de sa sœur, dont Buddy Holly, les Beatles et les Rolling Stones. À ses 13 ans, il achète un album d'occasion de Muddy Waters dans un magasin de Belfast. Selon lui, cet album lui "a changé la vie". Peu de temps après, il commence à jouer dans des groupes, d'abord à la guitare rythmique puis à la basse. Plus tard, il rejoint le groupe Deep Joy qui reprend des morceaux de Motown et de la pop des années 1960. C'est au sein de ce groupe qu'il joue pour la première fois avec le batteur Brendan O'Neill, qui tournera plus tard avec Rory Gallagher et qui apparaîtra sur les trois derniers albums du guitariste, à savoir Jinx, Defender et Fresh Evidence.
Deep Joy déménage finalement à Londres avant de se séparer à la fin des années 1970, en même temps que Taste, le groupe de Rory Gallagher. Gallagher contacte McAvoy, alors de retour à Belfast et l'invite à venir répéter avec lui. Wilgar Campbell, le batteur de Deep Joy, rejoint les deux musiciens et devient le premier groupe de tournée de Gallagher en solo.
Le 18 décembre 2011, McAvoy joue son dernier concert (à ce jour) avec Nine Below Zero à Leicester à The Musician.
En 2012, il forme ensuite Band Of Friends en compagnie de Ted McKenna et Marcel Scherpenzeel. Le 15 mai 2014, le trio donne un concert au Flowerpot de Derby, où il célèbre la musique de Rory Gallagher, avec Matt Woosey, chanteur et guitariste anglais de blues, en première partie. 

## Influences
Dès son jeune âge, McAvoy se met à écouter des albums de blues, ainsi que du rock and roll. Parmi ses principales influences, on retrouve Muddy Waters, Paul McCartney et Jet Harris. Dans son autobiographie, il affirme que son beau-frère a eu beaucoup d'influence sur ses goûts musicaux.

## Riding Shotgun

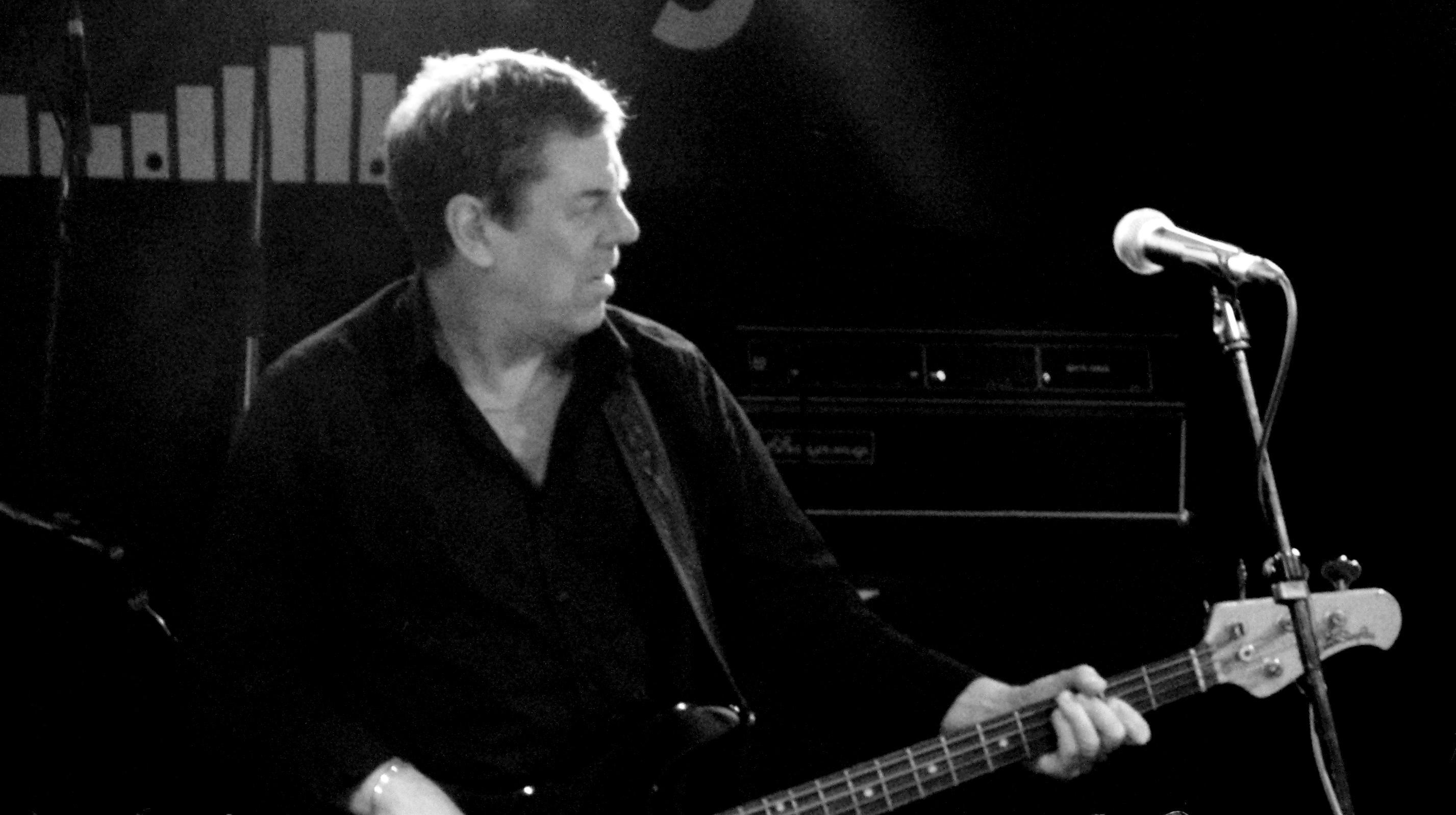
McAvoy avec Nine Below Zero en 2009

En 2005, il publie son autobiographie, Riding Shotgun: 35 Years on the Road with Rory Gallagher and Nine Below Zero.

## Discographie

### En solo
- 1980 - Bassics
- 2010 - Can't win 'em all

### Avec Rory Gallagher
- Rory Gallagher (1971)
- Deuce (1971)
- Live in Europe (1972)
- Blueprint (1973)
- Tattoo (1973)
- Irish Tour '74 (1974)
- Against the Grain (1975)
- Calling Card (1976)
- Photo-Finish (1978)
- Top Priority (1979)
- Stage Struck (1980)
- Jinx (1982)
- Defender (1987)
- Fresh Evidence (1990)

### Avec Nine Below Zero
- On The Road Again (1991)
- Off The Hook (1992)
- Special Tour Album 93 (1993)
- Hot Music For A Cold Night (1994)
- Ice Station Zebro (1995)
- Live in London (1997)
- Refrigerator (2000)
- Give Me No Lip Child (2000)
- Chilled (2002)
- Hat's Off (2005)
- Both Sides of Nine Below Zero (2008)
- It's Never Too Late! (2009)

### Avec Band of Friends
- Too Much Is Not Enough (2013)
- Live 'n' Kickin (2015)
- Repeat After Me (2016)